# Петропавловка (Колпашевский район)
Петропавловка — исчезнувшая деревня в Колпашевском районе Томской области. На момент упразднения входила в состав Чажемтовского сельсовета. Упразднена в 2004 году.
Малая родина Героя Советского Союза Г. В. Голещихина

## География
Деревня располагалась на левом берегу реки Обь вместе впадения в неё протоки Сухой Исток, в 36 км (по прямой) к северо-западу от села Чажемто.

## История
Деревня была основана в 1871 г. 
К 1925 году в составе Колпашевской волости Нарымского уезда Томской губернии РСФСР
В 1928 году деревня Петропавловская состояла из 46 хозяйств. В административном отношении входила в состав Петропавловского сельсовета Колпашевского района Томского округа Сибирского края.
В 1960-е годы деревня попала в разряд не перспективных и по планам должна была быть сселена к 1975 году.
Постановлением Государственной Думы Томской области от 29 июля 2004 года № 1361 деревня Петропавловка исключена из учётных данных.

## Население
| 1926 | 1939 | 1959 | 1970 | 1979 | 1989 | 2002 |
| ---- | ---- | ---- | ---- | ---- | ---- | ---- |
| 239  | ↗305 | ↘188 | ↘109 | ↘9   | ↘0   | →0   |

В 1926 году основным населением деревни были русские.

## Известные уроженцы, жители
Голещихин, Григорий Васильевич  (1925—1990) — советский воин-артиллерист в Великой Отечественной войне, Герой Советского Союза (9.02.1944). 